# Neocamarosporiaceae
Neocamarosporiaceae is een familie van de  Ascomyceten. 

## Geslachten
De familie bestaat uit de volgende geslachten:
- Neocamarosporium